# Joya (refresco)
Joya es una marca mexicana de refresco con gas originario de Monterrey, Nuevo León, introducido al mercado en 1942 originalmente por la 
Compañía Topo Chico, S.A. de C.V., actualmente es producido por la empresa The Coca-Cola Company.
Solo está disponible en algunos lugares de México donde tiene presencia las Embotelladoras Arca.
Posee una gran variedad de sabores como: Fresa, Uva, Manzana, Mandarina, Durazno, Piña, Ponche, Sangría y Toronja.
Joya sólo se vendía en los estados de Nuevo León y Tamaulipas, después de la fusión del grupo embotellador Arma con Procor en 2001 la distribución se extendió en Coahuila y parte de San Luis Potosí en 2004, en 2005 en Sinaloa, Chihuahua y Baja California. En 2004 la marca Joya fue comprada en US$57 658 000 por Coca-Cola Company y en el 2006 Joya se expandió en el estado de Hidalgo y  parte de Morelos.
Está disponible en presentaciones de 355 ml en lata, envase desechable desde 250 ml hasta 3 litros, botella de vidrio retornable de 355 y 500 ml y envase retornable de 1 litro y medio y 2 litros y medio.

## Sabores disponibles
- Fresa
- Uva
- Manzana
- Durazno
- Piña
- Ponche
- Manzana Durazno
- Fresa Kiwi
- Mandarina

## Sabores desaparecidos
- Cerveza de Raíz
- Limón
- Lima-Limón
- Mango
- Tamarindo
- Naranja
- Toronja
- Dorada (Mezcla de durazno, manzana y coco)